# IronPort Systems
IronPort Systems — дочірня компанія компанії Cisco Systems, що займається проблемами безпеки електронної пошти та web доступу. Базується в Сан-Бруно, Каліфорнія. Розроблює 2 основних напрямки: Cisco Email Security і Cisco Web Security, засновані на стратегії безпеки Cisco. У 2012 році продукти компанії IronPort були повністю інтегровані в лінійку обладнання Cisco з ціноутворення і поставок і відображаються в GPL (Global Price List).

## Історія
Компанія була заснована в 2000 році співробітниками таких компаній, як Hotmail, eGroups, ListBot і Yahoo!. У 2007 році компанія, що мала на той момент 408 співробітників, була поглинута компанією Cisco Systems за 830 мільйонів доларів.
Cisco IronPort (справжня назва Cisco Email Security Appliance) використовується в 80% найбільших ISP і в більш ніж 40% найбільших у світі підприємств.
Найбільшим придбанням компанії станом на липень 2023 року є купівля Scientific Atlanta - виробника кабельного телебачення, телекомунікаційного та широкосмугового обладнання - за 6,9 мільярда доларів США. Ця покупка відображає інтерес Cisco до інтернет-телебачення, оскільки витрати на комутатори та маршрутизатори зменшуються, а також розширює базу споживчих продуктів корпорації після попереднього придбання Linksys Inc, виробника бездротових мережевих продуктів для дому та малого бізнесу. Тодішній головний виконавчий директор (CEO) Cisco Джон Чемберс (John Chambers) охарактеризував цю покупку як "середню", але вона стала найбільшою з тих пір, як у 1999 році Cisco заплатила 7,29 мільярда доларів США за корпорацію Cerent. Про угоду було оголошено в листопаді 2005 року і завершено на початку 2006 року.
Більшість компаній, придбаних Cisco, розташовані в Сполучених Штатах Америки (США), а всього станом на березень 2011 року було придбано 149 компаній[4]. Більшість компаній, придбаних Cisco, пов'язані з комп'ютерними мережами, серед них кілька компаній, що займаються комутацією локальних мереж та передачею голосу через Інтернет-протокол (VoIP).